# Irina Aleksandrovna af Rusland
Prinsesse Irina Aleksandrovna af Rusland (russisk: Ирина Александровна Романова; tr. Irina Aleksandrovna Romanova) (15. juli 1895 – 26. februar 1970) var en russisk prinsesse fra Huset Romanov. Hun var det ældste barn af storfyrst Aleksandr Mikhailovitj af Rusland og hans hustru storfyrstinde Ksenija Aleksandrovna af Rusland.

## Biografi
Prinsesse Irina Aleksandrovna blev født den 15. juli 1895 i Petergof nær Sankt Petersborg i Det Russiske Kejserrige. Hun var det ældste barn af storfyrst Aleksandr Mikhailovitj af Rusland og hans hustru storfyrstinde Ksenija Aleksandrovna af Rusland. Prinsesse Irina giftede sig den 22. februar 1914 i Sankt Petersborg i et morganatisk ægteskab med den russiske adelsmand fyrst Felix Jusupov, der er bedst kendt for at deltage i mordet på Grigorij Rasputin. Hun døde 74 år gammel den 26. februar 1970 i Paris.

## Eksterne links
- Wikimedia Commons har flere filer relateret til Irina Aleksandrovna af Rusland